# Сребреница (река)
Сребреница је река која извире на источној страни планине Рудник, између врхова Јавор и Паљевине (приближан положај извора је 44° 07′ 40.35″ N 20° 33′ 20.24″ E / 44.1278750° С; 20.5556222° И), а онда тече ка истоку до Страгара, где се улива у Јасеницу. У њу се улива речица Клисура.